# جون هيرفي، بارون هيرفي الثاني
جون هيرفي، بارون هيرفي الثاني (13 أكتوبر 1696 - 5 أغسطس 1743) كان مستشارًا ملكيًا وكاتبًا سياسيًا إنجليزيًا وهو الابن البكر جون هيرفي، إيرل بريستول الأول، من زوجته الثانية إليزابيث. عُرف باسم اللورد هيرفي منذ العام 1723، عند وفاة أخيه غير الشقيق كار، الابن الوحيد لإيزابيلا زوجة والده الأولى، لكن اللورد هيرفي لم يخلف والده ويصبح إيرل بريستول، لأنه توفي قبله.

## حياته
تلقى هيرفي تعليمه في مدرسة وستمنستر وكلية كلير في كامبريدج، حيث حصل على درجة الماجستير في عام 1715. أرسله والده بعدها إلى باريس في عام 1716، ومن ثم إلى هانوفر للحصول على رضى جورج الأول.
كان زائرًا متكررًا في بلاط أمير وأميرة ويلز في ريتشموند، وفي عام 1720 تزوج ماري ليبيل، ابنة نيكولاس ليبيل التي تعتبر من أبرز جميلات البلاط. في عام 1723، توفي كار، الأخ الأكبر غير الشقيق لجون هيرفي، ليصبح الأخير بعد الوفاة وريث والده في بريستول ويلقّب اللورد هيرفي. انتخبًا نائبًا في عام 1725 عن منطقة بيري سانت إدموندز.
تمتع هيرفي في وقت من الأوقات بعلاقة ودية للغاية مع أمير ويلز فريدريك، لكنهما تشاجرا عام 1732 تقريبًا بسبب تنافسهما للحصول على ودّ آن فان. ربما تفسر هذه الخلافات الصورة القاسية التي رسمها جون لسلوك الأمير القاسي. كان هيرفي مترددًا بين الوقوف غلى جانب ويليام بولتيني (الذي أصبح في ما بعد إيرل باث) وروبرت والبول، لكنه انحاز إلى والبول عام 1730، وأصبح منذ تلك اللحظة من أتباعه المخلصين. افترض بولتيني أن هيرفي كان وراء حملة التشهير التي طالته فردً عليه ردًا شهيرًا لتصل الأمور في الناية إلى مبارزة بينهما نجا منها هيرفي بصعوبة.
يقال إن هيرفي أنكر تأليف الكتيب الذي شهّرببولتيني، لكن ملاحظة على المخطوطة في إيكوورث، مكتوبة على ما يبدو بخط يده، تنص على أنه هو الفاعل. كان قادرًا على تقديم خدمة قيمة إلى والبول من خلال نفوذه مع الملكة. من خلاله، كان الوزير قادرًا على التحكّم بالملكة كارولين والتأثير عليها، وبالتالي التاثير على جورج الثاني. كان هيرفي نائبًا للبلاط لدى الأسرة المالكة وعضوًا في مجلس الملكة الخاص. في عام 1733 استُدعي إلى مجلس اللوردات بموجب أمربتسريع تعيين والده بارونًا. انتُخب بعدها حاكمًا لفاوندينغ هوسبيتال قبل تاسيسها عام 1739. على الرغم من الطلبات المتكررة التي قدمها، لم يتلق أي تفضيل أو ترقية إلا بعد عام 1740.
بعد سقوط السير روبرت والبول، فصل من مكتبه في عام 1742. يُظهر كتيب سياسي ممتاز، بعنوان «أفكار متنوعة حول الموقف الحالي للشؤون الخارجية والداخلية»، أن جون هيرفي كان لا يزال يحتفظ بقوته العقلية، لكنه كان عرضة للإصابة بنوبات الصرع، وكان مظهره الضعيف ونظامه الغذائي الصارم مصدرًا دائمًا للسخرية من أعدائه. توفي قبل والده، لكن ثلاثة من أبنائه أصبحوا على التوالي لوردات في بريستول.